# Phrissogonus laticostatus
Phrissogonus laticostatus är en fjärilsart som först beskrevs av Walker 1862a.  Phrissogonus laticostatus ingår i släktet Phrissogonus och familjen mätare. Inga underarter finns listade i Catalogue of Life.

## Bildgalleri

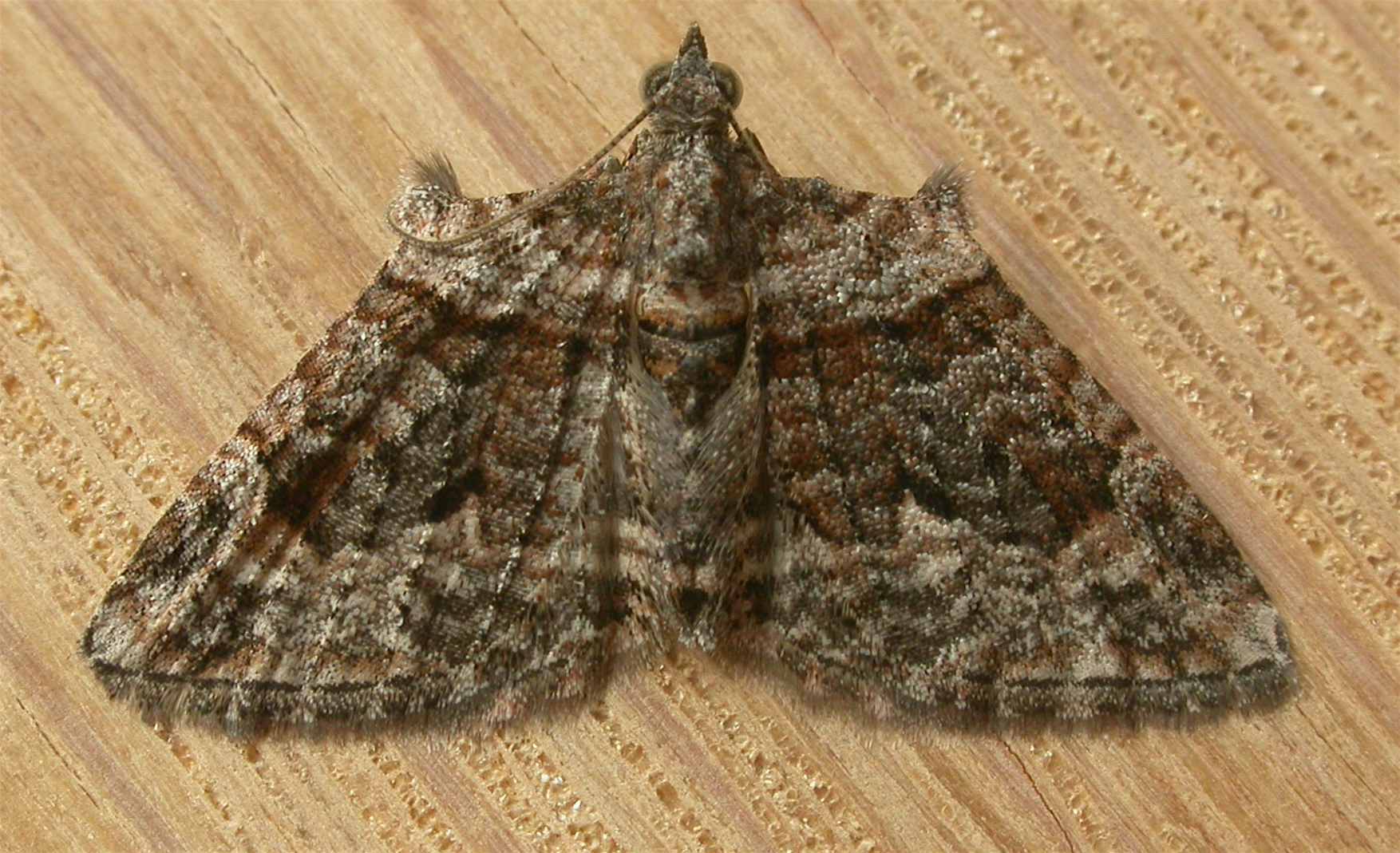
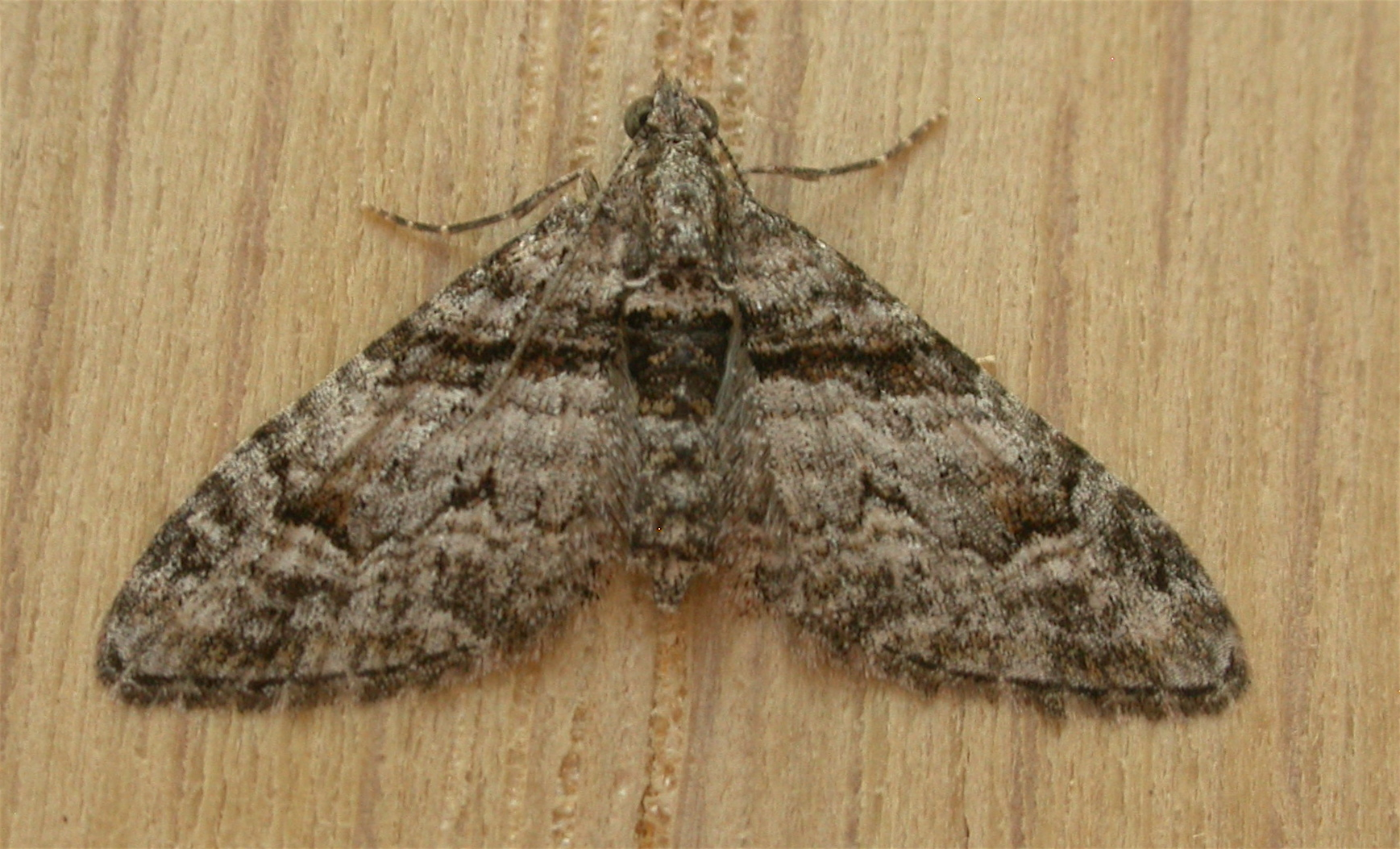
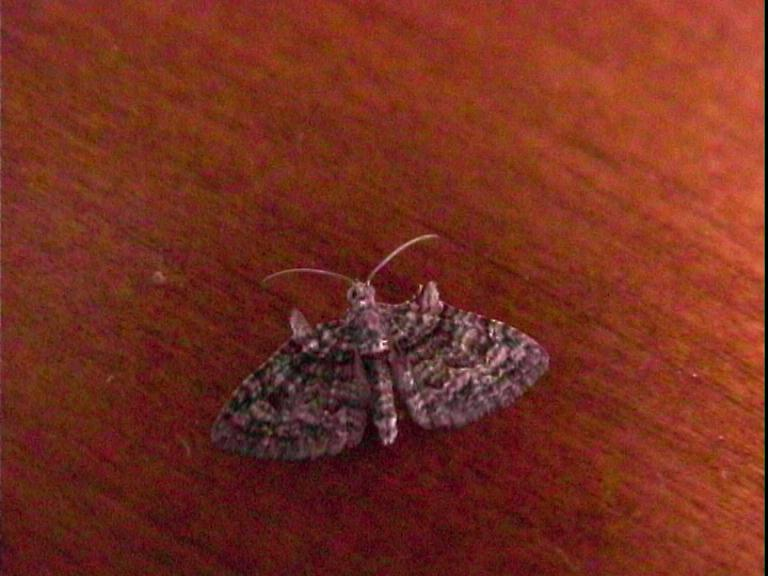